# 7187 Isobe
7187 Isobe eller 1992 BW är en asteroid i huvudbältet som upptäcktes 30 januari 1992 av den amerikanske astronomen Eleanor F. Helin vid Palomar-observatoriet. Den är uppkallad efter japanen Syuzo Isobe.
Asteroiden har en diameter på ungefär 5 kilometer och den tillhör asteroidgruppen Hungaria.